# Língua bactriana

Bactriano era predominantemente escrito utilizando-se do alfabeto grego com a adição da letra sho (em maiúscula e minúscula) para representar o som //ʃ//

A língua bactriana era a língua falada na antiga Báctria, reino existente no Oriente Médio.

## Literatura
- «An image of a fragment of a Bactrian text from the Hephthalite period»